# El Basuche, Veracruz
El Basuche är en ort i Mexiko.   Den ligger i kommunen Tempoal och delstaten Veracruz, i den sydöstra delen av landet, 240 km norr om huvudstaden Mexico City. El Basuche ligger 86 meter över havet och antalet invånare är 151.
Terrängen runt El Basuche är platt, och sluttar västerut. Runt El Basuche är det ganska tätbefolkat, med 72 invånare per kvadratkilometer. Närmaste större samhälle är Tempoal de Sánchez, 5,2 km nordväst om El Basuche. Omgivningarna runt El Basuche är en mosaik av jordbruksmark och naturlig växtlighet.